# La Grande Chapelle
La Gran Chapelle és una agrupació musical de vocació europea, creada el 2005, que interpreta música vocal i instrumental de música sacra antiga. El seu nom va ser pres de la capella musical de la Casa de Borgonya, on van participar músics com Nicolas Gombert, Philippe Rogier i Mateo Romero. El seu actual director és el musicòleg Albert Recasens Barberá. Els seus intèrprets procedeixen de diferents països europeus.

## Història
Aquesta agrupació musical està enfocada cap a la música sacra, un gènere que ha disminuït la seva presència a causa de la seva substitució per la música popular a les esglésies, on encara es poden trobar obres que no han estat descobertes i resten amagades a esglésies. Existeixen diversos grups que estan immersos en la recerca i la divulgació d'aquestes obres. "La Gran Chapelle" és un d'aquests.
Alguns compositors de diversos països europeus, i el seu fundador Àngel Recasens van crear aquesta associació musical a 2005. Aquesta diversitat de músics va permetre la unió de diferents escoles i tècniques musicals.
L'objectiu principal de "La Gran Chapelle" és recuperar el patrimoni musical perdut a través del temps. Aquest llegat abasta des del segle XVI fins als inicis del segle xix. Un altre objectiu de l'associació és la interpretació de repertoris antics, de tal manera que puguin ser transmesos al públic a través de festivals musicals, com ara el Festival Internacional Cervantino. En aquest van interpretar un repertori dedicat al quart centenari de la mort del compositor Tomás Luis de Victoria (1548-1611), en el qual van incloure la missa Salve Regina (1592), així com peces dedicades a la Verge Maria.

## Actuacions i repertori
La Gran Chapelle ha participat en els principals festivals espanyols i internacionals, com ara els de Picardia, Haut-Jura, Música Sacra Maastricht, OsterKlang-Festival i la temporada de la Cité de la musique a París. El grup musical ha tocat a Bèlgica, França, Hongria, Mèxic, Canadà, Japó i la Xina.
El seu repertori conté antífones i motets, a més del salm Nisi dominus, el Magnificat primi toni, la Missa pro Defunctis de Mateo Romero, Música per al Corpus de Joan Pau Pujol i la missa O Gloriosa Virginum d'Antonio Rodríguez de Hita.

## Discografia
El seu actual director des del 2007, Albert Recasens Barberá, va promoure per a l'agrupació musical la creació del seu propi segell discogràfic, "Lauda", el 2005, juntament amb el seu pare Àngel Recasens.
Aquesta companyia musical ha realitzat enregistraments enfocats a l'exploració de la relació existent entre la música i la literatura del Segle d'Or.

## Reconeixements
Els enregistraments de 'La Grande Chapelle' han obtingut guardons i premis nacionals i internacionals de reconegut prestigi en el món de la música antiga, com ara dos 'Orphées d'Or', de l'Acadèmia del Disc Líric de París, el 2007 i 2009, el 'Segell de l'any' dels 'Prelude Classical Music Awards 2007' als Països Baixos, el '5 de Diapason', CD Excepcional de Scherzo, el 'Choc de Classica', 'Editor & Choice of Gramophone', o les '4 stars of the BBC Magazine'.